# Васильевка (Вадинский район)
Васильевка — село в Вадинском районе Пензенской области. Входит в состав Рахмановского сельсовета.

## География
Село расположено в северо-западной части области на расстоянии примерно в 14 километрах по прямой к западу-юго-западу от районного центра Вадинска.
Часовой пояс
Село Васильевка как и вся Пензенская область, находится в часовой зоне МСК (московское время). Смещение применяемого времени относительно UTC составляет +3:00.

## Население
| 1795 | 1864 | 1877 | 1911 | 1926 | 1930 | 1939 |
| ---- | ---- | ---- | ---- | ---- | ---- | ---- |
| 451  | ↘367 | ↘315 | ↗545 | ↘513 | ↗617 | ↘262 |
| 1959 | 1979 | 1989 | 1996 | 2002 | 2010 |      |
| ↘168 | ↘100 | ↘41  | ↘33  | ↘23  | ↘0   |      |

Национальный состав
Согласно результатам переписи 2002 года, в национальной структуре населения русские составляли 100 % из 23 чел..